# Hirzerhütte
Die Hirzerhütte (italienisch Rifugio Punta Cervina) ist eine private Schutzhütte in den Sarntaler Alpen. Sie war die erste Alpenvereinshütte auf dem Gebiet des heutigen Südtirol.

## Lage und Umgebung
Die Hütte liegt auf 1983 m Höhe in einem Kessel an der Westflanke des Hirzer, des mit 2781 m höchsten Gipfels der Sarntaler Alpen. Sie befindet sich auf dem Gebiet der Gemeinde Schenna in Südtirol, Italien, etwas oberhalb der Bergstation der Hirzerseilbahn, die sie mit Saltaus verbindet.
Die Hütte dient als Ausgangspunkt für Wanderungen im Sarntaler Westkamm und ist eine Station des Europäischen Fernwanderwegs E5 und der Sarntaler Hufeisentour, die von Norden kommend hier auf dem Gebirgsjägersteig in östliche Richtung zur Oberen Scharte abbiegen. Von der Oberen Scharte führt gegen Norden ein Weg auf die Spitze des Hirzer, gegen Süden auf jene des Hönig, gegen Osten ins Sarntal hinab. Nach Süden gehend kann man den Ifinger oder am Kratzberger See vorbei Meran 2000 erreichen, im Westen liegt Passeier.

## Geschichte
Im Jahr 1873 erwarb die Sektion Meran des Deutschen und Oesterreichischen Alpenvereins (DuOeAV) mit finanzieller Unterstützung von Franz von Meran eine Almhütte, um sie zu einer Unterkunft mit 18 Plätzen für Bergsteiger umzubauen. Am 5. September 1874 erfolgte ihre Einweihung. Die Hirzerhütte wurde damit zur ältesten Alpenvereinshütte auf dem Gebiet des heutigen Südtirol.
Nach dem Ersten Weltkrieg wurde die Hütte vom italienischen Staat enteignet und der Sektion Meran des Club Alpino Italiano (CAI) übergeben, der sie in der Folge jedoch vernachlässigte. 1945 erwarb sie ein Mitglied der Familie Kofler, die sie seither bewirtschaftete und 1973 renovieren ließ. Nach einem Brand 1981 wurde die Hirzerhütte an gleicher Stelle wieder aufgebaut.

## Karten
- Tabacco Karte Blatt 40 Sarntaler Alpen ISBN 978-8883150548